# Thomas Dirnhofer
Thomas C. „Thomy“ Dirnhofer (* 1975 in St. Gallen, Schweiz) ist ein österreichischer Kameramann und Regisseur.

## Leben
Thomas Dirnhofer wurde in St. Gallen geboren. Er ist seit frühester Kindheit begeisterter Bergsteiger.
Seit den 1990er Jahren drehte er zahlreiche Werbespots und Musikvideos, oft in Zusammenarbeit mit Regisseur Philipp Kadelbach. Unter dem Pseudonym „Begbie“ realisierten Kadelbach und Dirnhofer zusammen fast 300 Werbefilmproduktionen. Sie arbeiteten gemeinsam für Kunden wie Mercedes, BMW, Hornbach und andere.
Dirnhofer begleitete von 2010 bis 2013 für Red Bull Media House die Kletterer David Lama und Peter Ortner bei der zunächst misslungenen und im zweiten Anlauf erfolgreichen freien Besteigung des Cerro Torre über die Kompressor-Route. Aus dem gesammelten Filmmaterial entstand der Dokumentarfilm Cerro Torre – Nicht den Hauch einer Chance, der auf dem Filmfestival in San Sebastian seine Premiere feierte und beim Banff Mountain Film Festival 2014 als Bester Film in der Kategorie „Klettern“ ausgezeichnet wurde und außerdem den Publikumspreis des Filmfestes St. Anton 2014 erhielt.
2014 kreierte Thomas Dirnhofer für das „Panoramakino“ der Autostadt eine Serie von 5 Mini-Biopics, die auf einer der größten LED-Leinwände Europas gezeigt werden. Bei der Produktion wurde ein speziell entwickeltes Rig mit drei 6K-Kameras eingesetzt, um das nahtlose, immersive 12K-Format einzufangen.
Im Jahr 2018 zeichnete er für die Kameraarbeit des Spielfilms So viel Zeit, erneut unter der Regie von Philipp Kadelbach, verantwortlich. 
Im Frühjahr 2018 drehte Dirnhofer in Los Angeles die Spielszenen für den Dokumentarfilm Song of an unknown actress. Fünf Frauen zeigen, was es wirklich bedeutet, „ihren Träumen zu folgen“ und dass Glück und Erfolg nicht unbedingt miteinander verbunden sind. Regie führt das Berliner Regieduo Pet&Flo mit Chloe Farnworth, Nicole Coulon, Amanda Markowitz und Charlie Taylor.
Im Winter 2018/19 wurde Dirnhofer als 2nd Unit Director/Dop für die Fox Searchlights-Produktion „Downhill“ unter der Regie von Nat Faxon und Jim Rash engagiert. Er steuerte einen großen Teil der On-Location-Aufnahmen für Ruben Oestlunds Remake seines Independent-Hits „Force mayeure“ bei. Der Film erschien Ende 2019 am Sundance festival mit Will Farrell, Julia Louis Dreyfus, Kristofer Hivju und Miranda Otto in den Hauptrollen.
Am 12. Oktober 2019 lief Eliud Kipchoge im Wiener Prater als erster Mensch die Marathondistanz unter zwei Stunden. Das Event wurde von Dirnhofer als Director of Photography mit 16 Kameras festgehalten. Die weiteren Dreharbeiten führen ihn nach Kenia, London und auf die Balearen. Der Dokumentarfilm Kipchoge: The Last Milestone wurde von Jake Scott als Regisseur  inszeniert.
Im Frühling 2021 arbeitete Dirnhofer als 2nd Unit Operator bei der Produktion von Ridley Scotts Drama House of Gucci mit.
2022 begann Dirnhofer erste Zusammenarbeit mit dem deutschen Regisseur Jochen Alexander Freydank Riesending – Jede Stunde zählt. Der Zweiteiler für ARD, BR, ORF und SRF basiert auf der wahren Geschichte des erfahrenen Höhlenforschers Josef Häberle, der nach einem lebensbedrohlichen Unfall 2000 m tief in der sogenannten „Riesending“-Höhle verletzt wurde. 
2023 arbeitet Dirnhofer mit Regisseurin Clara Stern an 2 gegen die Bank mit Gebhardt Productions für ORF/ARTE.
Zusammen mit seiner Schwester Veronika Dirnhofer engagiert er sich im Flüchtlingshilfsverein „solidarity matters“.
Thomy Dirnhofer lebt mit seinen beiden Kindern in Wien.

## Filmografie (Auswahl)
Regie
- 2013: Cerro Torre – Nicht den Hauch einer Chance (Dokumentarfilm)
- 2016: Explorers – Abenteuer des Jahrhunderts (Dokumentarserie, 1 Episode)

Kamera
- 2013: Cerro Torre – Nicht den Hauch einer Chance (Dokumentarfilm)
- 2018: So viel Zeit
- 2019: A Song of an Unknown Actress (Fernsehfilm)
- 2021: La Petite Mort or Falling for A Movie Star (Kurzfilm)
- 2021: Kipchoge: The Last Milestone
- 2022: House of Gucci (2nd unit / B-Cam)
- 2022: Riesending – Jede Stunde zählt (Fernsehfilm)
- 2024: Zwei gegen die Bank (Fernsehfilm)